# تابير برازيلي
التابير البرازيلي (الاسم العلمي:Tapirus terrestris) هو نوع من الحيوانات يتبع جنس التابير من فصيلة التابيرات.مؤخرا تم اكتشاف حيوان التايبر ام مع اولادها من قبل مصور في البرازيل بعد انقراضه منذ حوالي قرن بسبب إزالة الغابات وقتل الحيوانات من المرجح أنه سيتم عمل محميه طبيعية لحيوان التايبر من أجل التكاثر 